# BOFH
BOFH (Bastard Operator From Hell, zlodušský operátor z pekla) je fiktivní systémový administrátor z příběhu Simona Travaglii, vyžívající se v terorizování uživatelů (tzv. looserů). Příběhy o BOFH byly publikovány na Usenetu od roku 1992, později vycházely v časopisech Datamation, Network Week, The Register a PC Plus. Byly vydány i v několika knihách.
Termín BOFH se přeneseně používá pro obecné označení administrátora, který se jako původní BOFH projevuje, nebo po tom alespoň touží.
Mezi oblíbené kratochvíle BOFH patří:
- mazání uživatelských účtů
- mazání souborů v adresářích jednotlivých uživatelů (např. v reakci na stížnost, že mají nedostatek místa)
- odstraňování panelů vyvýšené podlahy (uživatelé i jiné oběti pak padají do vzniklých děr)
- aplikace elektrošoků
- zamčení uživatelů do serverovny a aktivování hasicího zařízení, které místnost zaplní nedýchatelným plynem
- zavírání uživatelů ve výtahu
- vydírání

Pozdější příběhy jsou komplikovanější, kromě nových metod útlaku se v nich objevuje postava šéfa, asistenta BOFH (PFY – pimply faced youth – uhrovatý mladík) a další jedinci.